# Pădurea Hercinică

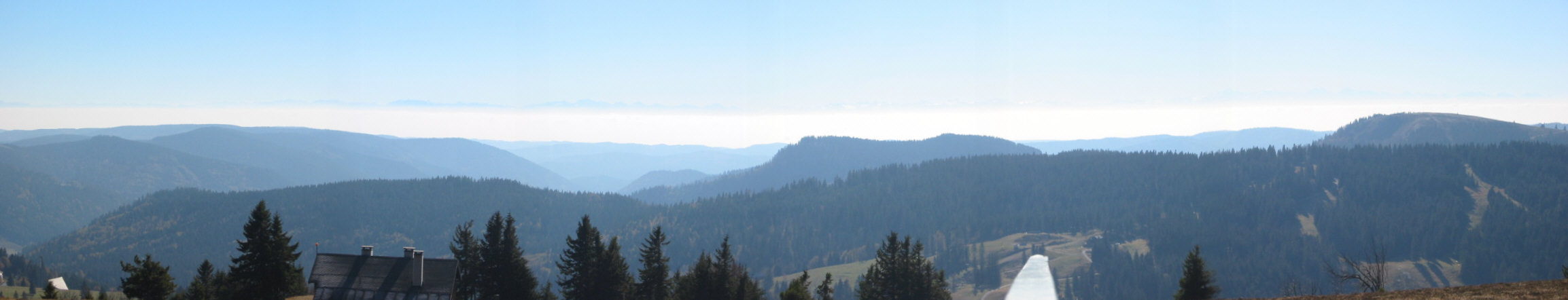
Panorama Pădurea Neagră, Feldberg, 2003

Pădurea Hercinică a fost o pădure veche și densă, care se întindea spre est de la râul Rin în sudul Germaniei și a format granița de nord a Europei cunoscute de scriitorii din antichitate. Sursele antice  sunt echivoce despre cât de extinsă era spre est. Toți sunt de acord că Pădurea Neagră, care se întinde la est de valea Rinului, a format partea de vest a Pădurii Hercinice.
Peste Rin la vest se întinde Carbonaria Silva și pădurea din Ardeni. Toate aceste păduri seculare din antichitate reprezentau ecosistemul post-glacial temperat forestier de foioase din Europa.
Resturi din această pădure, o dată-neîntreruptă, există sub mai multe denumiri locale: "Schwarzwald" (Pădurea Neagră), Odenwald, Rhön Spessart, "Thüringerwald" (Munții Pădurea Turingiei), Harz, Rauhe Alb, Steigerwald, Fichtelgebirge, Erzgebirge, Riesengebirge, Munții Pădurea Boemiei și pădurile din Carpați.  Munții Mittelgebirge par să corespundă mai mult sau mai puțin unei porțiuni din munții Hercinici.